# Hugo van Pierrepont
Hugo van Pierrepont, ook Hugo II van Luik (ca. 1165 – Hoei, 4 april 1229) was een vooraanstaand geestelijke in het prinsbisdom Luik in de 12e en 13e eeuw. Hij was onder andere proost van het Sint-Lambertuskapittel en vanaf 1200 de 40e bisschop van Luik.

## Biografische schets
Van Pierrepont werd in 1200 rijksbisschop van Luik na een woelige periode, waarin de geldigheid van de bisschopsbenoemingen voortdurend betwist werd. Na de dood van zijn voorganger Albert van Cuyck werd hij op 3 maart 1200 verkozen, ook al was hij op dat ogenblik nog geen priester. Het zou echter nog twee jaar duren alvorens hij ook daadwerkelijk werd geïnstalleerd. Zijn autoriteit werd immers lange tijd betwist door zijn tegenkandidaten Hendrik van Jauche en Koenraad van Seine. Op 10 april 1202 werd Hugo's benoeming door een pauselijke gezant bekrachtigd, waarna hij ook op 13 april tot priester gewijd, en op 21 april als bisschop geïnstalleerd werd.
In 1204 verkreeg Hendrik I van Brabant de voogdij over Maastricht, inclusief de Maasbrug en de Sint-Servaaskerk. De bisschop van Luik, die tot dan de zeggenschap over Maastricht gedeeld had met de Duitse keizer, reageerde door de stad te belegeren en daarbij de brug en de omwalling (aarden wal met palissade) te vernielen.
Tijdens de Slag bij Steps (1213) versloeg hij, met steun van Loon, Hoei en Dinant, de Brabantse hertog Hendrik I, nadat deze een jaar eerder de stad Luik had verwoest. De aanleiding voor de strijd met Brabant was de zeggenschap over het graafschap Moha.
In 1214 verzoenden de Luikse bisschop en de Brabantse hertog zich met elkaar. Hendriks dochter Maria werd door Hugo van Pierremont in de Dom van Aken in de echt verbonden met keizer Otto IV.
Hugo van Pierrepont werd na zijn dood opgevolgd door zijn neef Johan II van Rummen.
- Gemeinsame Normdatei: 1204461775
- Système universitaire de documentation: 165052473
- Virtual International Authority File: 292194483
- WorldCat: E39PBJvRRkdG84hJbKkBMF4Dv3